# 내과 박원장
《내과 박원장》은 2022년 1월 14일부터 2022년 2월 28일까지 방송된 티빙 오리지널 드라마이다.

## 등장 인물

### 주요 인물
- 이서진 : 박원장 역

### 박원장의 가족
- 라미란 : 사모림 역
- 주우연 : 박민구 역
- 김강훈 : 박동구 역

### 박원장내과의원
- 차청화 : 차미영 역
- 서범준 : 차지훈 역

### 이웃 의사
- 신은정 : 선우수지 역
- 김광규 : 지민지 역
- 정형석 : 최형석 역

### 특별 출연
- 박성웅 : 본인 역
- 심진화 : 보험사기범 역
- 이세창 : 이동배 역
- 진용진 : 본인 역

## 참고사항
- 박성웅과 라미란은 2019년에 개봉한 영화 《내 안의 그놈》 이후로 3년만에 재회하는 작품이다.